# Peter Farrelly
Peter John Farrelly (Phoenixville, Pensilvânia, 17 de dezembro de 1956), é um cineasta, produtor e roteirista estadunidense. Trabalha na maioria das vezes com seu irmão Bobby Farrelly, na dupla chamada irmãos Farrelly. De forma independente, fez Green Book, que lhe rendeu o Oscar de Melhor Filme  e o de Melhor Roteiro Original.

## Filmografia
- 2018 - Green Book
- 2014 - Dumb and Dumber To
- 2013 - Movie 43
- 2011 - Hall Pass
- 2007 - The Heartbreak Kid
- 2005 - Fever Pitch
- 2004 - Why Blitt?
- 2003 - Stuck on You
- 2001 - Shallow Hal
- 2001 - Osmosis Jones
- 2000 - Me, Myself and Irene
- 1998 - There's Something About Mary
- 1996 - Kingpin
- 1994 - Dumb & Dumber

## Prêmios e Indicações
Oscar
| Ano  | Premio                  | Recipiente                                                                         | Filme      | Resultado |
| ---- | ----------------------- | ---------------------------------------------------------------------------------- | ---------- | --------- |
| 2019 | Melhor Filme            | Jim Burke, Charles B. Wessler, Brian Hayes Currie,Peter Farrelly e Nick Vallelonga | Green Book | Venceu    |
| 2019 | Melhor Roteiro Original | Peter Farrelly,Nick Vallelonga,Brian Currie                                        | Green Book | Venceu    |

Globo de Ouro
| Ano  | Premio                            | Recipiente                                                                         | Filme      | Resultado |
| ---- | --------------------------------- | ---------------------------------------------------------------------------------- | ---------- | --------- |
| 2019 | Melhor Filme - Comédia ou Musical | Jim Burke, Charles B. Wessler, Brian Hayes Currie,Peter Farrelly e Nick Vallelonga | Green Book | Venceu    |
| 2019 | Melhor Diretor                    | Peter Farrelly                                                                     | Green Book | Indicado  |
| 2019 | Melhor Roteiro Original           | Peter Farrelly,Nick Vallelonga,Brian Currie                                        | Green Book | Venceu    |

BAFTA
| Ano  | Premio                  | Recipiente                                                                         | Filme      | Resultado |
| ---- | ----------------------- | ---------------------------------------------------------------------------------- | ---------- | --------- |
| 2019 | Melhor Filme            | Jim Burke, Charles B. Wessler, Brian Hayes Currie,Peter Farrelly e Nick Vallelonga | Green Book | Indicado  |
| 2019 | Melhor Diretor          | Peter Farrelly                                                                     | Green Book | Indicado  |
| 2019 | Melhor Roteiro Original | Peter Farrelly,Nick Vallelonga,Brian Currie                                        | Green Book | Indicado  |